# Sëlva
Sëlva (Duits: Wolkenstein in Gröden, Italiaans: Selva di Val Gardena) is een gemeente in de Italiaanse provincie Zuid-Tirol (regio Trentino-Zuid-Tirol) en telt 2570 inwoners (31-12-2004). De oppervlakte bedraagt 53 km², de bevolkingsdichtheid is 48 inwoners per km². Sëlva ligt vier kilometer van de grens met de provincie Trente.
Sëlva ligt in het Ladinische taalgebied, in de Val Gardena (Ladinisch: Gherdëina; Duits: Gröden). Van de bevolking spreekt 88% Ladinisch, 6% Italiaans en 6% Duits.

## Geografie
De gemeente ligt op ongeveer 1563 m boven zeeniveau.
Sëlva grenst aan de volgende gemeenten: Badia, Campitello di Fassa (TN), Canazei (TN), Corvara, San Martin de Tor, Santa Cristina Gherdëina.
De enige frazion van de gemeente heet Plan.